# Rząd Pierre’a Wernera i Gastona Thorna/Colette Flesch
Rząd Pierre’a Wernera i Gastona Thorna/Colette Flesch – rząd Luksemburga pod kierownictwem premiera Pierre’a Wernera i wicepremiera Gastona Thorna, zastąpionego w trakcie urzędowanie gabinetu przez Colette Flesch.
Gabinet został powołany 16 lipca 1979 po wyborach parlamentarnych z tego samego roku. Rząd utworzyły Chrześcijańsko-Społeczna Partia Ludowa (CSV) oraz Partia Demokratyczna (DP). Funkcjonował przez całą kadencję. 20 lipca 1984, po kolejnych wyborach, został zastąpiony przez pierwszy rząd Jacques’a Santera i Jacques’a Poosa.

## Skład rządu
- Pierre Werner (CSV)
  - premier, minister stanu
- Gaston Thorn (DP)
  - wicepremier, minister spraw zagranicznych, handlu zagranicznego i współpracy rozwojowej, minister gospodarki i ds. klasy średniej, minister sprawiedliwości (do listopada 1980)
- Colette Flesch (DP)
  - wicepremier, minister spraw zagranicznych, handlu zagranicznego i współpracy rozwojowej, minister gospodarki i ds. klasy średniej, minister sprawiedliwości (od listopada 1980)
- Émile Krieps (DP)
  - minister zdrowia, minister sił policyjnych, minister ds. kultury fizycznej i sportu
- Camille Ney (CSV)
  - minister rolnictwa, winogrodnictwa, gospodarki wodnej i leśnictwa (do grudnia 1982)
- Ernest Mühlen (CSV)
  - minister rolnictwa, winogrodnictwa, gospodarki wodnej i leśnictwa (od grudnia 1982)
- Josy Barthel (DP)
  - minister środowiska, minister transportu, komunikacji i informatyki, minister energii
- Jacques Santer (CSV)
  - minister finansów, minister pracy i zabezpieczenia społecznego
- René Konen (DP)
  - minister służb publicznych, minister robót publicznych
- Jean Wolter (CSV)
  - minister spraw wewnętrznych, minister rodziny, mieszkalnictwa socjalnego i solidarności społecznej (do lutego 1980, zmarł)
- Jean Spautz (CSV)
  - minister spraw wewnętrznych, minister rodziny, mieszkalnictwa socjalnego i solidarności społecznej (od marca 1980)
- Fernand Boden (CSV)
  - minister edukacji, minister turystyki
- Ernest Mühlen (CSV)
  - sekretarz stanu (do grudnia 1982)
- Paul Helminger (DP)
  - sekretarz stanu
- Jean-Claude Juncker (CSV)
  - sekretarz stanu (od grudnia 1982)